# ساري خانلو
ساري خانلو هي قرية في مقاطعة مشكين شهر، إيران. يقدر عدد سكانها بـ 375 نسمة بحسب إحصاء 2016.